# Syndrom Doriana Graye
Syndrom Doriana Graye (anglicky: Dorian Gray syndrome, DGS) označuje kulturní a společenský fenomén charakterizovaný extrémní pýchou muže na jeho osobní vzhled a tělesná zdatnost, která je doprovázena obtížemi při zvládání požadavků psychického zrání a stárnutí jeho těla.
DGS se vyznačuje triádou příznaků, které se překrývají, a kombinují tak diagnostické znaky dysmorfofobie, narcistických povahových rysů a nezralosti zastaveného vývoje, které se často vyskytují u parafilií.
Souvisí s užíváním kosmetických výrobků a služeb, procedurami obnovy vlasů, léky proti impotenci a kosmetickou chirurgií. Termín „syndrom Doriana Graye” odkazuje na hlavního hrdinu románu Obraz Doriana Graye (1891), výjimečně pohledného muže, jehož hédonismus a nadměrná sebeláska se ukázaly jako škodlivé pro osobní, společenské a citové aspekty jeho života a který se snažil uniknout zubu času a vlastnímu dekadentnímu životnímu stylu tím, že místo sebe nechal zestárnout nadpřirozený portrét.